# کتی ویترستون
کتی ویترستون (انگلیسی: Katie Weatherston؛ زادهٔ ۶ آوریل ۱۹۸۳) بازیکن هاکی روی یخ اهل کانادا است.